# Артеменко Петро Іванович
Петро́ Іва́нович Арте́менко (2 травня 1918, село Губське, нині Лубенського району Полтавської області — 5 квітня 1942, Лубни Полтавської області) — український поет, перекладач.

## Життєпис
Закінчивши семирічку, вчився на робітничому факультеті при Лубенському учительському інституті. 1936 року закінчив філологічний факультет Ніжинського педагогічного інституту. У Чернігові був співробітником газети «Молодий комунар» — завідував відділом літератури та мистецтва.
У 1938—1940 роках викладав українську літературу в Лубенському учительському інституті. 1939 року став членом ВКП(б). У 1940—1941 роках перебував на громадській роботі, працював у Лубенському міськкомі партії.
Через хворобу очей Артеменка звільнили від служби в армії. Під час окупації України нацистами працював у Лубнах у підпіллі, писав агітаційні вірші, прокламації. Гітлерівці схопили Артеменка і 5 квітня 1942 року стратили.
1961 року Артеменка посмертно прийняли до Спілки письменників України.

## Творчість
Петро Артеменко розпочав творчу діяльність у літературній студії Ніжинського педагогічного інституту, якою керував поет і педагог Микола Сайко. Для віршів поета-початківця характерними були простота, багатство інтонації, щирість, ритмічна різноманітність. Артеменко писав про людей праці, Батьківщину, кохання, природу. Друкувався у періодичних виданнях Ніжина, Чернігова та Лубен, у республіканському журналі «Молодий більшовик» (нині «Дніпро»). Перекладав твори Генріха Гейне, Михайла Лермонтова, Михайла Ісаковського.
На початку 1960-х років поет Олекса Ющенко по газетних публікаціях зібрав 45 віршів Артеменка та 1962 року видав їх у Києві під назвою «Пісня моєї весни», а 1973 року — «Поезії».

## Вшанування пам'яті
На вшанування пам'яті про Петра Артеменка Полтавським обкомом комсомолу в 1967 р. була встановлена обласна комсомольська мистецька премія імені Петра Артеменка.